# William J. Clinton Presidential Center and Park
Le William J. Clinton Presidential Center and Park, litt. « Centre présidentiel et parc William J. Clinton » est un complexe immobilier de 14 000 m² et un parc de 113 000 m² situé à Little Rock (capitale de l'État américain de l'Arkansas, ville d'origine de Bill Clinton) fondé et inauguré le 18 novembre 2004 par le Démocrate Bill Clinton (42e président des États-Unis de 1993 à 2001), en présence de ses prédécesseurs vivants et du président alors en fonction, le Républicain George W. Bush. Il fut conçu par l'architecte James Polshek et le cabinet Ralph Appelbaum Associates (en) avec un budget de 165 millions de dollars provenant de donations ce qui en fait la plus chère des bibliothèques présidentielles.
Il comprend la « bibliothèque présidentielle et musée Clinton », les bureaux administratifs de la Fondation Clinton et la « Clinton School of Public Service » de l'université de l'Arkansas.

## Bibliothèque et musée présidentiels
Le Centre a été réalisé par l'agence Ralph Appelbaum de New York.
Comme les autres bibliothèques présidentielles, cette bibliothèque est gérée par la National Archives and Records Administration (NARA). Les archives conservées par le Centre sont les plus volumineuses, comprenant deux millions de photographies, 80 millions de pages de documents, 21 millions d'e-mails et près de 80 000 objets de la présidence Clinton. Entre le 18 novembre 2000 et le 27 janvier 2001, 8 vols de Lockheed C-5 Galaxy ont transporté 602 tonnes de documents et objets de Washington à Little Rock Air Force Base (en) d’où ils étaient ensuite stockés dans un dépôt de la NARA jusqu'à l'ouverture de la bibliothèque. Le volume de ces archives représentant 1 010,5 m3.
Le Musée Clinton en expose un certain nombre ainsi qu'une réplique en taille réelle du bureau ovale et de la cabinet Room tels qu'ils se présentaient sous la présidence de Bill Clinton.
Le bâtiment abritant la bibliothèque répond à des hautes normes environnementales, ayant obtenu un LEED Platinum par l'US Green Building Council.

## Parc présidentiel Clinton
Le parc de 113 000 m² est un exemple de « renouvellement urbain ». Il a été construit sur le site de chemin de fer abandonné de l'ancienne Chicago, Rock Island and Pacific Railroad. La Public Service School de l'université de l'Arkansas est abritée dans l'ancienne gare ferroviaire du parc. Un pont de chemin de fer au-dessus de la rivière Arkansas, menant au nord de Little Rock est en cours de transformation en passerelle piétonnière. 

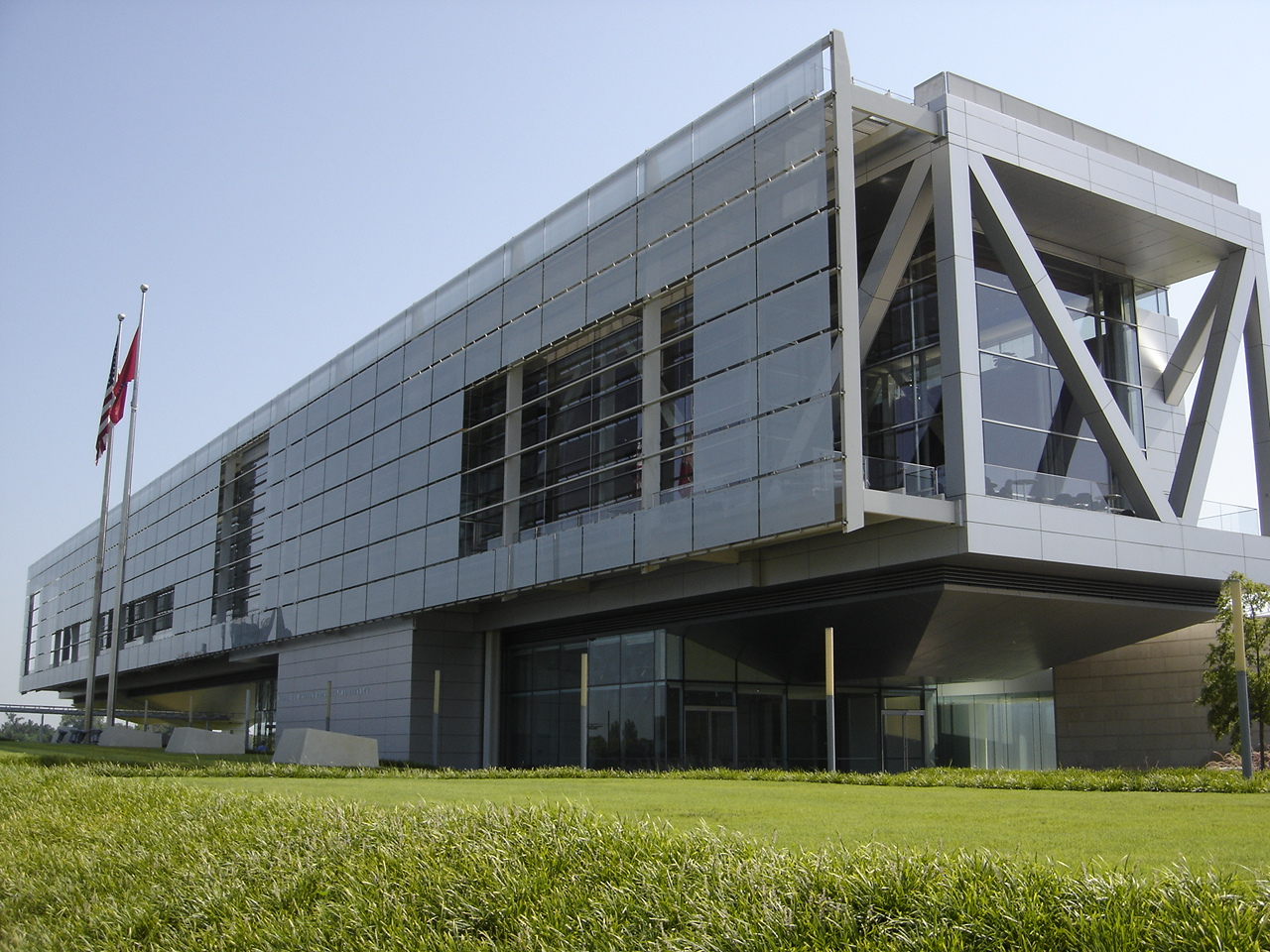
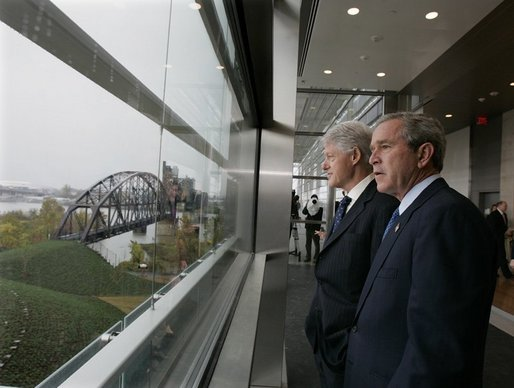
Bill Clinton et George W. Bush.
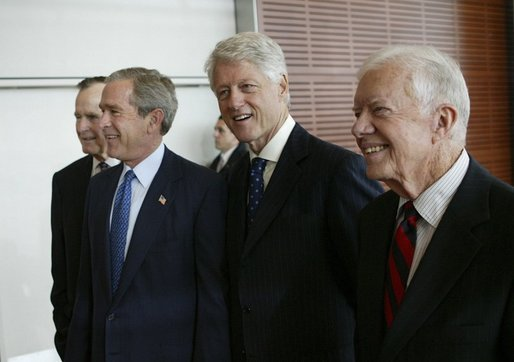
Inauguration du complexe le 18 novembre 2004 par les présidents des États-Unis George H. W. Bush, George W. Bush, Bill Clinton et Jimmy Carter.
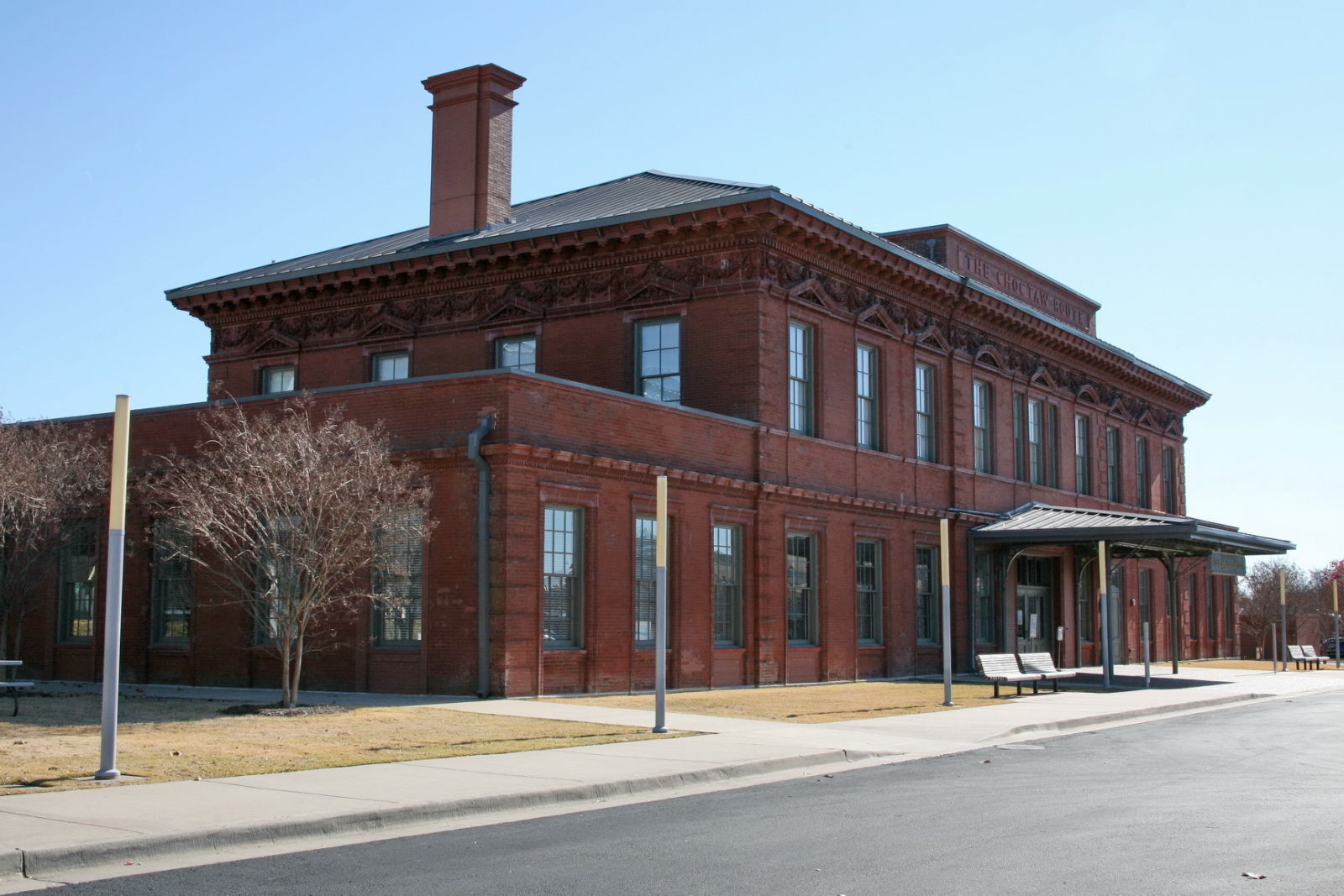
Public Service School de l'université de l'Arkansas dans l'ancienne gare.
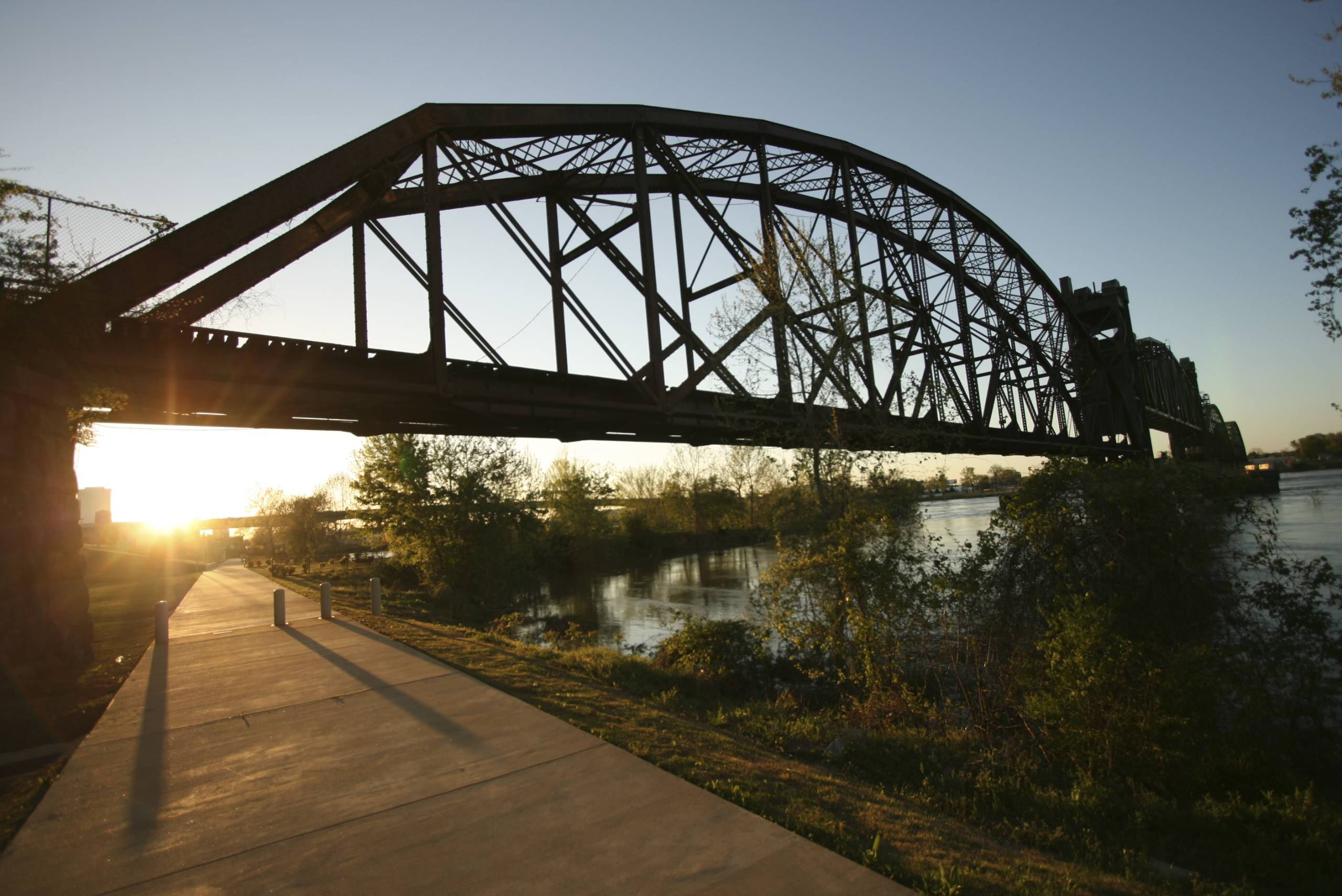
Pont de chemin de fer au-dessus de la rivière Arkansas.

## Source
- (en) Cet article est partiellement ou en totalité issu de l’article de Wikipédia en anglais intitulé « Clinton Presidential Center » (voir la liste des auteurs).